# Ceryx sumatrensis
Ceryx sumatrensis är en fjärilsart som beskrevs av Obraztsov 1949. Ceryx sumatrensis ingår i släktet Ceryx och familjen björnspinnare. Inga underarter finns listade i Catalogue of Life.